# 仲俣由菜
仲俣 由菜（なかまた ゆな、2002年4月23日 - ）は、日本の女優、タレント、モデル。富山県出身。オスカープロモーション所属。

## 略歴
富山県に生まれ、幼少期より芸能界に関心を持つ。2016年の「北陸ガールズミーティング」を皮切りに、地域イベントやショーを中心に活動を開始。以降も富山を拠点にPR動画やテレビ出演などを重ね、2018年のLINE LIVE主催「ドラマ出演オーディション」でフォロワー数1位を獲得したことをきっかけに注目を集める。テレビ番組やCM、WEBドラマなど幅広いメディアで活動を展開し、2024年にはTX系『なんで会社辞めないんですか？』に出演するなど、女優としても活躍の場を広げている。

## 人物
- 身長163cm、スリーサイズはB80・W60・H87、靴のサイズ24.5cm。
- 血液型はO型。
- MBTIはENFJ。
- 趣味はショッピングやファッション系のYouTubeを見ること。
- 特技は「会った人の顔を覚えること」。

## 主な出演

### テレビ番組
- 2019年 CX『痛快TV スカッとジャパン』スカッと母ちゃん篇
- 2019年 EX『オスカル！はなきんリサーチ』リポーター
- 2019年 富山テレビ『フルサタ！』レギュラー
- 2020年 チューリップテレビ『おすすめ！行楽大事典2020』
- 2021年 『東京03 in UNDERDOGS ゾンビに恋は難しい』ハナ役
- 2024年 TX『なんで会社辞めないんですか？』（2024年6月30日放送）

### WEB・動画
- 2020年 スタートラインとやま（富山県PR）
- 2021年～ 魚津市PR動画『誰も知らない食のまち』
- 2021年～ MILKFED.、OLIVE des OLIVE モデル
- 2023年 PreLoved、SPINNS、コロワイドYouTubeチャンネル PRレポーター
- 2023年 ショートドラマ『ごっこ倶楽部』
- 2023年 WEBドラマ『賭けから始まるサヨナラの恋』（8月10日配信）

### CM・広告
- 2018年 河合塾マナビス
- 2021年 楽天モバイル
- 2022年 ジョイフル恵利
- 2024年 花王「ビオレ」（マレーシア）

### 雑誌
- 2019年 『振袖美人2020』（ハースト婦人画報社）
- 2021年 『CM NOW』vol.211 NEXT GIRL（玄光社）
- 2021年 『富山情報』【キラリとやま人】コーナー
- 2023年 『着物に似合うアップスタイル2024』

### イベント・ショー
- 2016年～2019年 北陸ガールズミーティング、GIRLS MEETING KOMATSU 他
- 2020年～ 富山県警「交通安全きらめき大使」
- 2021年 COLORS JAPAN&co ヘアショー
- 2023年 WBO世界スーパーバンタム級タイトルマッチ ラウンドガール

### MV
- 2023年 BANZAI JAPAN Front7『碧い星』メイ役

### ポスター
- 2022年 中央労働災害防止協会 年末年始無災害運動 着物ポスター